# Domaine d'Amagasaki
 (novembre 2023).
Si vous disposez d'ouvrages ou d'articles de référence ou si vous connaissez des sites web de qualité traitant du thème abordé ici, merci de compléter l'article en donnant les références utiles à sa vérifiabilité et en les liant à la section « Notes et références ».

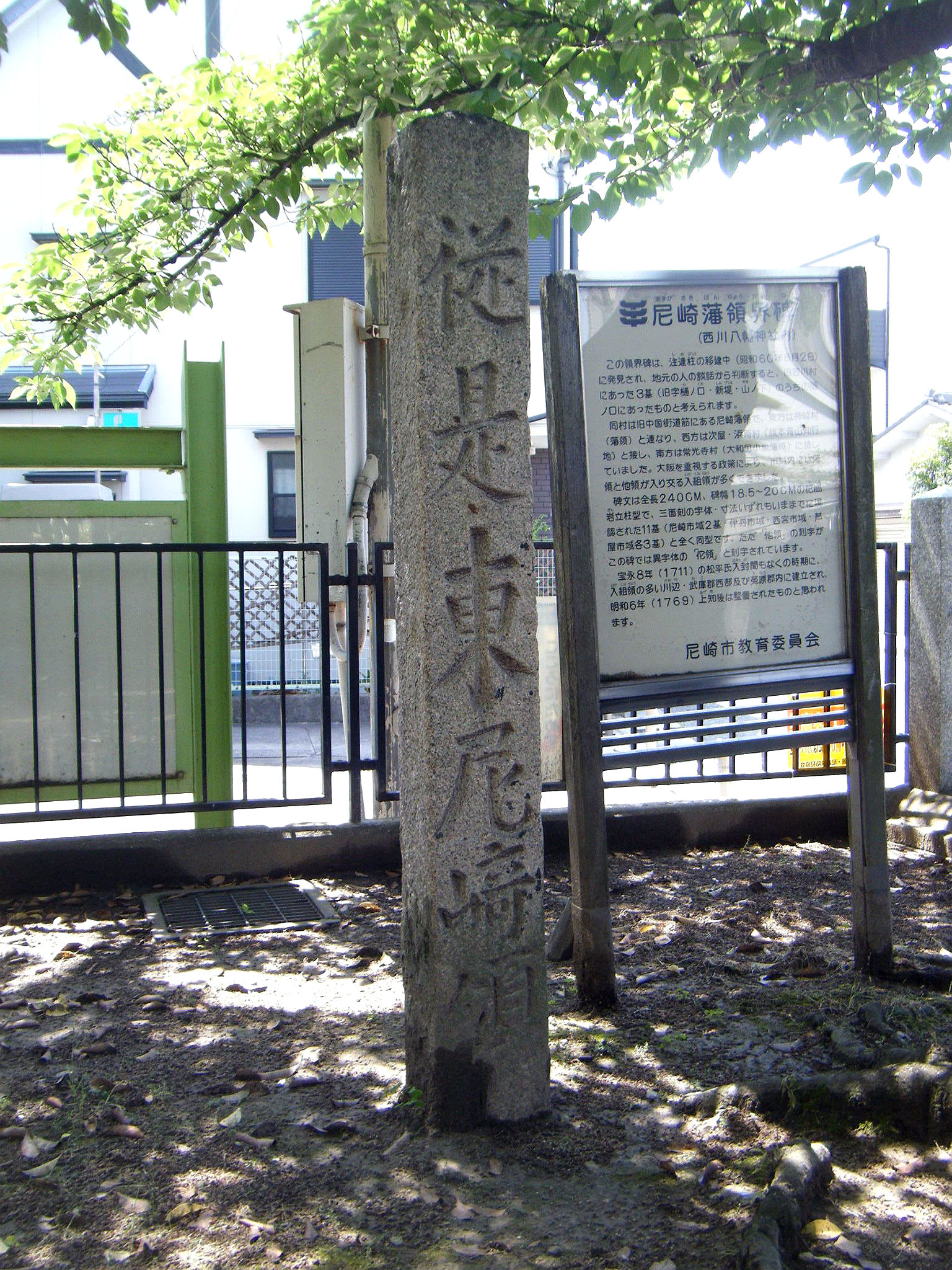
Monument de la limite du domaine d'Amagasaki

Le domaine d'Amagasaki (尼崎藩, Amagasaki-han) est un domaine féodal japonais de l'époque d'Edo. Son centre administratif se trouve au château d'Amagasaki. Le domaine s'étend sur des parties de la province de Settsu qui correspondent à des portions des villes modernes d'Amagasaki, Nishinomiya, Ashiya, Kōbe, Itami et Takarazuka, préfecture de Hyōgo.
Le domaine est créé en 1615 comme récompense pour Masanaga Takebe au vu de sa contribution militaire au siège d'Osaka. Le domaine fut dirigé successivement par treize daimyos. D'abord estimé à 10 000 koku, il atteint un sommet à 54 000 avant d'être divisé, une partie allant à une famille collatérale.
La shukuba Kohama-juku (小浜宿) du domaine est à l'origine de la technique de brassage du saké appelée style Kohama.

## Liste des daimyos
1. Takebe Masanaga (tozama daimyo)
2. Toda Ujikane (fudai daimyo)
3. Aoyama Yoshinari (fudai)
4. Aoyama Yoshitoshi (fudai)
5. Aoyama Yoshimasa (fudai)
6. Aoyama Yoshihide (fudai)
7. Matsudaira Matsudaira (Sakurai)
8. Matsudaira Tadaakira (Sakurai) (fudai)
9. Matsudaira Tadatsugu (Sakurai) (fudai)
10. Matsudaira Tadatomi (Sakurai) (fudai)
11. Matsudaira Tadanori (Sakurai) (fudai)
12. Matsudaira Tadanaga (Sakurai) (fudai)
13. Matsudaira Tadaoki (Sakurai) (fudai)

## Source de la traduction
- (en) Cet article est partiellement ou en totalité issu de l’article de Wikipédia en anglais intitulé « Amagasaki Domain » (voir la liste des auteurs).